# FK - 34 Brusno - Ondrej
FK - 34 Brusno - Ondrej là một câu lạc bộ bóng đá Slovakia đến từ Brusno. Hiện tại đội bóng thi đấu ở Majstrovstvá regiónu Trung.

## Màu sắc và huy hiệu
Màu sắc của đội bóng là đen và trắng.